# Edward Eugene Harper
Pour les articles homonymes, voir Harper.
 (septembre 2013).
Si vous disposez d'ouvrages ou d'articles de référence ou si vous connaissez des sites web de qualité traitant du thème abordé ici, merci de compléter l'article en donnant les références utiles à sa vérifiabilité et en les liant à la section « Notes et références ».
Edward Eugene Harper est un ancien criminel en fuite américain né le 1er mars 1946 au Nouveau-Mexique qui a été recherché pour abus sexuel sur mineur. Il a été ajouté à la liste des dix fugitifs les plus recherchés du FBI le 29 novembre 2008. Il a été capturé par le FBI le 23 juillet 2009 après quinze ans de cavale.